# Walerian Przeniczka

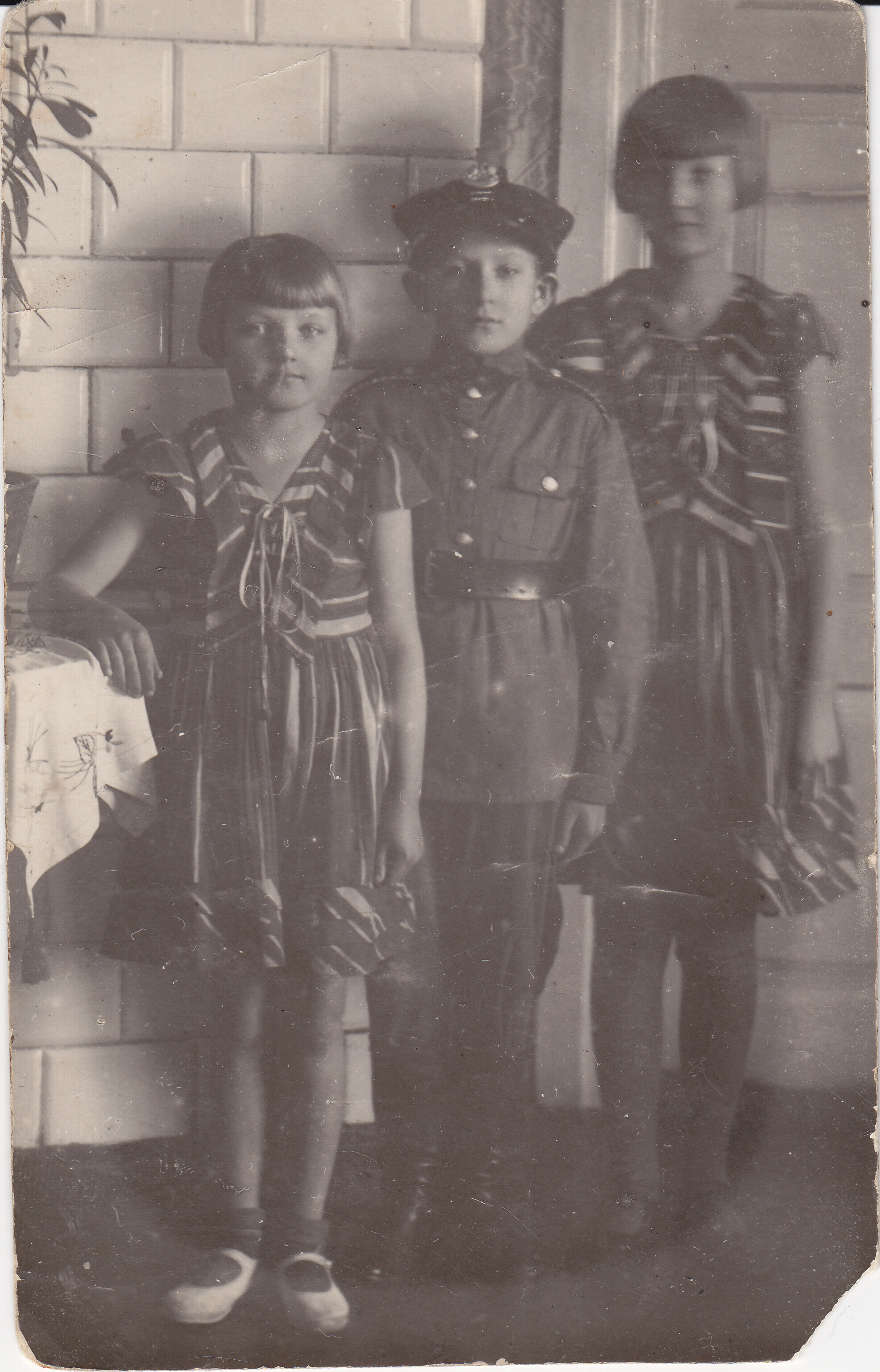
Walerian Przeniczka z siostrami

Walerian Przeniczka (ur. 8 września 1923 w Gostyniu, zm. 28 kwietnia 2015 w Warwick) – polski zesłaniec, żołnierz armii gen. Władysława Andersa, współzałożyciel Polskiego Ośrodka w Leamington Spa.

## Dzieciństwo i młodość
Walerian Wacław Przeniczka był jednym z trojga dzieci Marii z domu Furman i Jana Przeniczków. Miał dwie siostry – Pelagię i Sabinę. W 1931 roku, w związku z przeniesieniem służbowym ojca, pracownika ówczesnego Urzędu Skarbowego, do Szczuczyna, cała rodzina opuściła Gostyń. W Szczuczynie uczęszczał do gimnazjum. Po jego ukończeniu planował powrót w rodzinne strony i kontynuację nauki w szkole wojskowej Korpusu Kadetów w Rawiczu. Matka zmarła w Szczuczynie w 1934 roku. Wybuch wojny pokrzyżował plany. Po wkroczeniu wojsk radzieckich na teren wschodniej Polski, ojciec został aresztowany przez NKWD i wywieziony do Archangielska. 13 kwietnia 1940 roku Walerian wraz z siostrami został zesłany na teren północnego Kazachstanu. Rodzeństwo osadzono w kołchozie Kriwoszczoki.

## Żołnierz  polski
W sierpniu 1941 roku, po podpisaniu układu Sikorski-Majski, Przeniczka otrzymał zgodę na opuszczenie kołchozu i wyruszył na miejsce formowania się Polskich Sił Zbrojnych na terenie ZSRR. 28 listopada 1941 roku 18 letni Walerian dotarł do Buzułuku.
Po pozytywnej opinii komisji lekarskiej dostał przydział do 4 kompanii, 17 Pułku Piechoty wchodzącego w struktury 6 Lwowskiej Dywizji Piechoty. Na miejsce formowania się dywizji obrano wieś Tockoje. Otrzymał zakwaterowanie w namiocie i mimo 40-stopniowego mrozu rozpoczął szkolenie wojskowe. W styczniu 1942 roku dostał rozkaz przeniesienia do Jakkabagu w Uzbekistanie, gdzie stacjonował do połowy roku. W lipcu opuścił ZSRR i przez Krasnowodzk dotarł do Pahlawi w Iranie, a następnie przez Kermanszah do Chanakin i dalej do Kizil-Ribat w Iraku. W trakcie pobytu w Iranie spotkał się z ojcem, przebywającym na terenie cywilnego obozu w Teheranie. W Kizil-Ribat, rozpoczął szkolenie wojskowe według systemu brytyjskiego. Dostał przydział do plutonu moździerzy 3-calowych, Kompanii Dowodzenia 17 Batalionu Strzelców. Po odbyciu szkolenia strzeleckiego i taktycznego skierowany został na szkolenie motorowe. Przeszedł kurs w zakresie jazdy i obsługi samochodów i wkrótce sam stał się też szkoleniowcem. Poza prowadzeniem szkoleń dla oficerów sprowadzał samochody dla armii. W 1943 roku po kolejnej reorganizacji rozwiązano 6 Lwowską Dywizję Piechoty, a batalion strzelców, w którym służył, został wcielony do 5 Kresowej Dywizji Piechoty. Wraz z 5 Dywizją przeszedł cały szlak bojowy z Iraku przez Jordanię, Palestynę i Egipt do Włoch. Walczył nad rzeką Volturno i Rapido. Przeniczka w szeregach 5 Dywizji pokonywał biegnące wzdłuż rzeki Sangro umocnienia niemieckich Linii Gustawa i Linii Hitlera, walczył na Linii Gotów. Brał udział w walkach o Monte Cassino, w bitwach pod  Ankoną nad Senio, pod Bolonią oraz w Lombardii.
Po zakończeniu działań wojennych jego dywizja pozostała we Włoszech. W trakcie stacjonowania na Półwyspie Apenińskim uczęszczał do szkoły w Alessano, gdzie zdał tzw. małą maturę.
Równocześnie w maju i czerwcu 1946 roku, wraz z 10 Wołyńskim batalionem strzelców, brał udział w kursie artyleryjskim w zakresie obsługi baterii M-3.

## Życie na emigracji
W 1946 Walerian Przeniczka razem z całą dywizją znalazł się w Anglii. Trafił do obozu Malmesbury koło Bristolu. Zdecydował się na pozostanie w Anglii i dwuletnią służbę w  Polskim Korpusie Przysposobienia i Rozmieszczenia (PKPR). Był to okres przejściowy, po którym otrzymał stałe miejsce pobytu. Po demobilizacji w 1948 roku rozpoczął pracę w Warwick, a potem w Leamington Spa. W 1957 roku ożenił się z Bogumiłą Bożeną z Łapińskich, z którą doczekał się potomstwa – Barbary i Edwarda. W 1961 roku, wspólnie z grupą Polaków, założył w Leamington Spa Polski Ośrodek będący wspólną organizacją mieszkających na tym terenie Polaków. Na pierwszym zebraniu organizacyjnym obdarzano go zaufaniem, powierzając funkcję skarbnika. Organizacja wspomagała finansowo Rząd RP na uchodźstwie, Polski Ośrodek Społeczno-Kulturalny oraz lokalną szkołę języka polskiego. W trakcie ponad 50-letniej działalności nieprzerwanie był członkiem koła i zasiadał we władzach organizacji. W latach 1985–2015 pełnił funkcję głównego księgowego i skarbnika.
W 2000 roku kpr. Walerian Przeniczka otrzymał nominację na stopień podporucznika Wojska Polskiego.

## Ordery i odznaczenia
Polskie:
- Krzyż Walecznych – 1945
- Srebrny Krzyż Zasługi za pracę w Leamington Spa[4] – 1990
- Krzyż Pamiątkowy Monte Cassino – nr 19019
- Krzyż  5 Kresowej Dywizji Piechoty – 1979
- Odznaka Pamiątkowa 6 Dywizji Lwów – 1943
- Odznaka Pamiątkowa 5 Kresowej Dywizji Piechoty – 1946
- Odznaka Weterana Walk o Niepodległość  – 1965

Brytyjskie:
- Gwiazda za Wojnę 1939–1945 (1939–1945 Star)
- Gwiazda Włoch (Italy Star)
- Medal Obrony (Defence Medal)
- Medal za Wojnę 1939–1945 (War Medal 1939–1945)